# オスティアーノ
オスティアーノ（伊: Ostiano）は、イタリア共和国ロンバルディア州クレモナ県にある、人口約2,800人の基礎自治体（コムーネ）。

## 地理

### 位置・広がり

#### 隣接コムーネ
隣接するコムーネは以下の通り。括弧内のBSはブレシア県所属を示す。
- ガッビオネータ＝ビナヌオーヴァ
- ガンバラ (BS)
- ペッシーナ・クレモネーゼ
- プラルボイーノ (BS)
- セニーガ (BS)
- ヴォロンゴ

### 気候分類・地震分類
気候分類では、zona E, 2389 GGに分類される。
また、イタリアの地震リスク階級 (it) では、zona 3 (sismicità bassa) に分類される
。